# 함안로
함안로(Haman-ro)는 전북특별자치도 군산시 임피면 임피교차로에서 익산시 용안면 덕용교차로를 잇는 도로이다

## 주요 경유지
전북특별자치도
- 군산시 (임피면 - 서수면) - 익산시 (함라면 - 성당면 - 용안면)

## 노선
| 이름                 | 접속 노선                                  | 소재지 | 소재지 | 비고                    |
| -------------------- | ------------------------------------------ | ------ | ------ | ----------------------- |
| 임피 교차로 (임피교) | 국도 제27호선 (군익로)                     | 군산시 | 임피면 |                         |
| 외무장교             |                                            | 군산시 | 서수면 |                         |
| 마룡 교차로          | 서라로                                     | 군산시 | 서수면 |                         |
| 관원 교차로          | 원관원길                                   | 군산시 | 서수면 |                         |
| 신목 교차로 (신목교) | 지방도 제722호선 (칠목재로)                | 익산시 | 함라면 |                         |
| 입남 교차로          | 함라로 입남길 함라3길                      | 익산시 | 함라면 |                         |
| 성림 교차로          | 시와로 함라2길                             | 익산시 | 함라면 |                         |
| 행동 교차로          | 용산로                                     | 익산시 | 함라면 |                         |
| 함라 교차로          | 지방도 제724호선 (함낭로)                  | 익산시 | 함라면 | 지방도 제724호선과 중복 |
| 금성 교차로          | 지방도 제723호선 지방도 제724호선 (백제로) | 익산시 | 함라면 | 지방도 제724호선과 중복 |
| 성당 교차로 (성당교) | 성당로                                     | 익산시 | 성당면 |                         |
| 수산교 연동1교       |                                            | 익산시 | 용안면 |                         |
| 용안1교              | 지방도 제706호선 (현내1로)                 | 익산시 | 용안면 |                         |
| 용안2교              |                                            | 익산시 | 용안면 |                         |
| 덕용 교차로          | 국도 제23호선 (익산대로)                   | 익산시 | 용안면 |                         |